# Vũ Quốc Thông
Vũ Quốc Thông (22 tháng 11 năm 1916 – 1987) là giáo sư, chính khách người Việt Nam, từng giữ chức Bộ trưởng Bộ Xã hội và Y tế Việt Nam Cộng hòa.

## Tiểu sử
Vũ Quốc Thông sinh ngày 22 tháng 11 năm 1916 tại tỉnh Nam Định, Bắc Kỳ, Liên bang Đông Dương.
Năm 1951, ông rời bỏ ngành tư pháp và chuyển sang giảng dạy tại Đại học Hà Nội với chức danh giáo sư luật.
Dưới thời Đệ Nhất Cộng hòa, ông giữ chức Bộ trưởng Bộ Xã hội và Y tế từ tháng 5 năm 1955 đến tháng 11 năm 1956.
Sau biến cố 30 tháng 4 năm 1975, ông bị chính quyền cộng sản bắt giam trong trại cải tạo mãi cho đến năm 1980 mới được trả tự do.
Vũ Quốc Thông qua đời vì bạo bệnh vào năm 1987.

## Gia đình
Vũ Quốc Thông là anh trai của Giáo sư Vũ Quốc Thúc, nguyên Bộ trưởng Bộ Quốc gia Giáo dục Việt Nam Cộng hòa.
Vợ ông là bà Lâm Thị Tính qua đời ngày 22 tháng 9 năm 2013 tại Olympia, Washington, Mỹ.